# بوب ويلسون (لاعب كرة قدم أمريكية)
بوب ويلسون (بالإنجليزية: Bob Wilson)‏ هو لاعب كرة قدم أمريكية أمريكي، ولد في 16 أغسطس 1913 في ناكوغدوشس في الولايات المتحدة، وتوفي في 15 مايو 1999 في برينهام في الولايات المتحدة.

## وصلات خارجية
- روبرت ويلسون على موقع مرجع كرة القدم المحترفة.كوم (الإنجليزية)